# Macaronipingvin

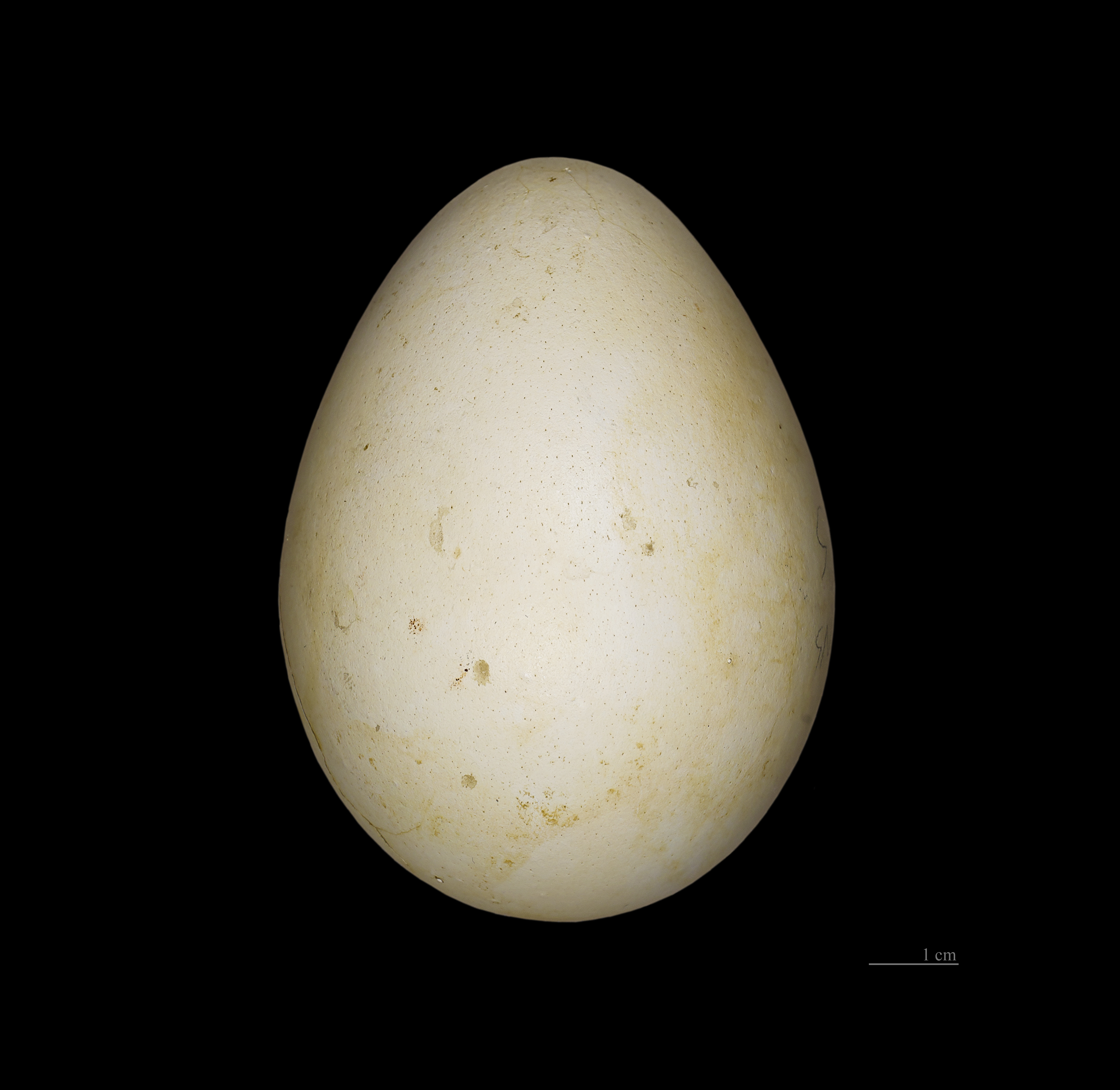
Eudyptes chrysolophus

Macaronipingvin (Eudyptes chrysolophus) är en pingvin som är nära släkt med vitkindad pingvin. Den är världens talrikaste pingvin med över sex miljoner par, men minskar så kraftigt att den kategoriseras som sårbar.

## Utseende
Som adult blir macaronipingvin 70 cm lång och väger 5,5 kg. Den skiljs morfologiskt ifrån vitkindad pingvin på att den har ett svart ansikte till skillnad från den senares vita.

## Utbredning och systematik
Macaronipingvinens utbredning sträcker sig från sub-Antarktis till Antarktiska halvön. Det finns minst 216 häckningskolonier på 50 olika platser, vilket inkluderar södra Chile, Falklandsöarna, Sydgeorgien och Sydsandwichöarna, Sydorkneyöarna och  Sydshetlandsöarna, Bouvetön, Prins Edwardöarna, Crozetöarna, Kerguelen, Heard- och McDonaldöarna, och även väldigt lokalt på Antarktiska halvön. På sina födosök förekommer grupper så långt norr ut som Australien, Nya Zeeland, södra Brasilien, Tristan da Cunha och Sydafrika.

Både mitokondriellt DNA och cellkärne-DNA indikerar att arten skildes från sin närmsta släkting, den vitkindade pingvinen (Eudyptes schlegeli), för ungefär 1,5 miljoner år sedan. Dessa båda närbesläktade arter är morfologiskt mycket lika, och har ofta behandlats som underarter.

## Status och hot
Arten kategoriseras idag som sårbar (VU) av IUCN på grund av att den verkar har minskat kraftigt i antal, hela 47 %, under de senaste tre generationerna (37 år). Denna kategorisering baserar sig dock på extrapolering av småskaliga undersökningar. Exempelvis visade en studie att en häckningspopulation på Sydgeorgien minskade med 65 % under perioden 1986-1998, och en annan studie från Marion Island visar på en populationsminskning på 50 % under perioden 1979-1998. Populationen uppskattades 2013 till 6,3 miljoner häckande par i åtminstone 258 kolonier på 55 lokaler. De största beståndet återfinns i Crozetöarna med 2,2 miljoner par, Kerguelen (1,8 miljoner), Heard Island (en miljon), Sydgeorgien (en miljon) och Marion Island (290 000 par). Som jämförelse häckade fem miljoner par bara i Sydgeorgien på 1980-talet. Beståndet på Kerguelen tros dock vara stabilt. Det är oklart varför arten minskar i antal, men klimatvariationer, födotillgång under vinterperioden och konkurrens med antarktisk pälssäl.

## Taxonomi och namn
Macaronipingvinen beskrevs taxonomiskt första gången 1837 av den tyske naturvetaren Johann Friedrich von Brandt som då placerade den i släktet Catarhactes. Typspecimentet härstammar från Sydgeorgien. Dess vetenskapliga artnamn härstammar från grekiskans ord chryso- "gyllene", och lophos "tofs".
Sitt trivialnamn härstammar från engelska upptäcktsresande som började kalla den för "Macaroni Penguin" eftersom den genom sina gula tofsar påminde om ett populärt och pråligt klädmode i 1700-talets England som innehöll mycket ornament och vars bärare kallades för maccaroni eller macaroni.